# Dotha ctenuchoides
Dotha ctenuchoides là một loài bướm đêm thuộc phân họ Arctiinae, họ Erebidae.